# Les Talens Lyriques
Les Talens Lyriques es una orquesta barroca fundada en 1991 por el director de orquesta francés Christophe Rousset.
El conjunto toma su nombre de la ópera-ballet de Jean-Philippe Rameau Les fêtes d'Hébé ou les talens lyriques (1739). 